# Krabat oder Die Verwandlung der Welt
Krabat oder Die Verwandlung der Welt (obersorbisch Krabat) ist der Titel eines der bedeutendsten Romane des sorbischen Schriftstellers Jurij Brězan. Er erschien im Jahre 1976 sowohl in deutscher als auch in obersorbischer Sprache.

## Hintergrund
Krabat ist eine Sagengestalt aus der Oberlausitz, über die sich insbesondere in der Volksdichtung der Sorben unzählig viele Sagen und Schwänke finden. In der bekanntesten Fassung dieser Sage ist Krabat ein Müllerlehrling, der von seinem Meister die Kunst der Magie erlernt, sie aber letztlich gegen diesen einsetzen muss, da der Müller mit dem Teufel im Bund steht.
Die erste modernere Fassung dieser Sage, die über die Grenzen der Lausitz bekannt wurde, entstand mit der Erzählung Mišter Krabat (deutscher Titel: Meister Krabat der gute sorbische Zauberer) von Měrćin Nowak-Njechorński im Jahre 1954. Diese wurde von Jurij Brězan ins Deutsche übersetzt. 1968 schrieb Brězan selbst eine auf der Krabat-Sage fußende Erzählung mit dem Titel Die schwarze Mühle (sorbisch: Čorny młyn). In Westdeutschland wurde die Figur Krabat vor allem durch das 1971 entstandene Jugendbuch Krabat von Otfried Preußler und den darauf basierenden Film von Marco Kreuzpaintner aus dem Jahr 2008 bekannt.
Während es sich bei den genannten Werken durchgehend um Fantastische Literatur handelt, erschien mit Krabat oder Die Verwandlung der Welt erstmals ein umfangreiches Werk der Romangattung zum Thema Krabat. 1993 erschien ein weiterer Roman von Jurij Brězan mit dem Titel Krabat oder Die Bewahrung der Welt, auf Sorbisch Krabat, druha kniha.

## Handlung

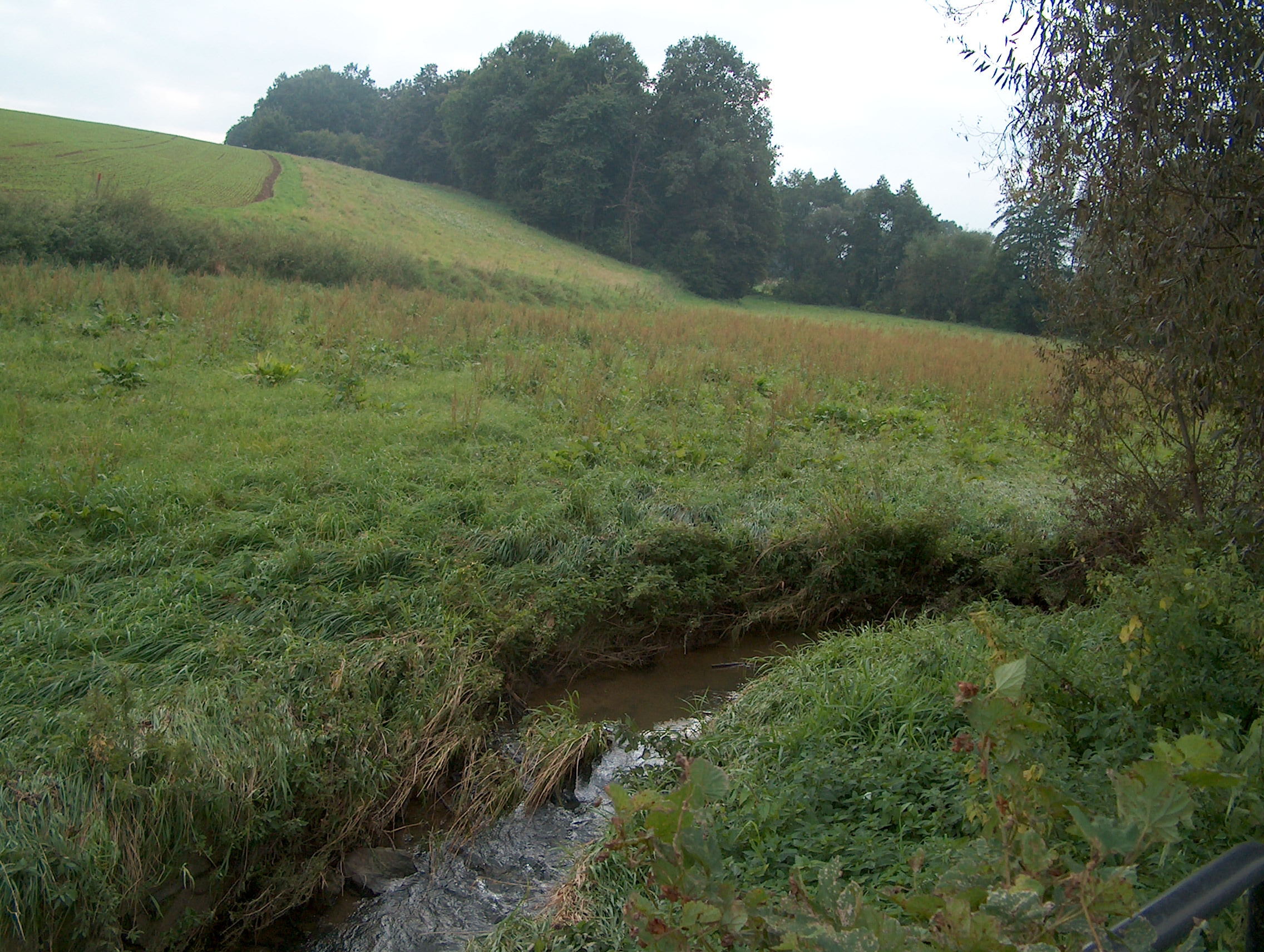
Die sumpfig-hügelige Landschaft entlang der Satkula als zentraler Handlungsort des Romans

Hauptfigur des Romans ist der sorbische Biologe Jan Serbin, der es mit seinen Forschungen im Bereich der Genetik bereits zu Weltruhm gebracht hat und den Nobelpreis erhielt. Er hat eine Methode entdeckt, die es ermöglicht, Menschen genetisch so zu verändern, dass sie ihre negativen Eigenschaften wie Gier und Selbstsucht bis hin zur Bereitschaft zum Führen von Kriegen ablegen. Hypothetisch ist es also nun im Bereich des Möglichen, eine bessere, friedliche Welt zu erschaffen.
Serbin ist in der sorbischen Oberlausitz aufgewachsen und deshalb seit seiner Kindheit mit dem Krabat-Mythos vertraut. Um seinen Traum zu verwirklichen, die Welt auf zuvor erwähnte Methode zu verbessern, also zu verwandeln, versucht er, selbst zu Krabat zu werden. So wird die Sage zur Realität und im Laufe der Handlung vermischen sich Reales und Phantastisches, ebenso heben sich Raum- und Zeitgrenzen auf. Über den gesamten Roman findet ein ständiger Wechsel von Handlungsebenen in Raum, Zeit und Grad der Realität statt. So spielt die Geschichte gleichzeitig im Elternhaus Jan Serbins in der Oberlausitz, in fernen Ländern wie Schweden oder Italien, wo Serbin auf wissenschaftlicher Mission unterwegs ist, wie auch in einer Phantasiewelt, in welcher Krabat mit seinem Begleiter Jakub Kuschk durch die Lande zieht, gegen das durch den Grafen Wolf Reissenberg verkörperte Böse kämpft und auf der Suche nach dem Land Glücksland und seiner verlorenen Liebe, dem Mädchen Smjala, ist. Erst gegen Ende des Werkes fügen sich all diese Handlungsstränge zusammen.
Somit handelt es sich um einen phantastischen, aber auch wissenschafts- und sozialkritischen Roman, der sich ebenso mit philosophischen Fragestellungen auseinandersetzt, unter anderem mit jener, inwieweit der Zweck die Mittel heiligt.

## Geografischer Bezug
Ein während der gesamten Handlung immer wiederkehrender Topos ist ein Bächlein namens Satkula. Dieser Bach existiert tatsächlich in der Oberlausitz. Im Roman kommt er etwa als Ort, an dem Krabat seine Abenteuer erlebt, wie auch als Bach in der Nähe des Hügels, auf dem sich Jan Serbins Elternhaus befindet, vor. Hier ist ein Bezug zu Brězans Heimatort Dreihäuser/Horni Hajnk erkennbar.
Dabei steht die Satkula hier zum einen als Symbol für die Welt und das Leben im Kleinen, für den einfachen Menschen erreichbaren, andererseits auch als Metapher für die Heimat und das Volk der Sorben. Die Begriffe Sorbe oder sorbisch tauchen im gesamten Roman nicht auf, ebenso wird auf die Erwähnung sonstiger real existierender Orte oder anderer geografischer Benennungen in der Oberlausitz verzichtet, mit Ausnahme der Satkula.

## Bedeutung
1976 erstmals erschienen, ist das Buch eine der ersten wichtigen literarischen Auseinandersetzungen mit den Risiken von Biologie und Gentechnik.
Obendrein kann sich dieses Buch als eines der größten literarischen Werke bezeichnen, die je in sorbischer Sprache entstanden sind.
Gerhard Gundermann verarbeitete das Krabat-Motiv in seinen Texten.

## Buchausgaben
- Jurij Brězan: Krabat oder Die Verwandlung der Welt. Suhrkamp, Frankfurt am Main 2004, ISBN 978-3-518-45591-3